# بييرو أنطونيو بونيت
بييرو أنطونيو بونيت (بالإيطالية: Piero Antonio Bonnet)‏ هو محامي إيطالي، ولد في 2 أغسطس 1940 في كوماكيو في إيطاليا، وتوفي في 18 فبراير 2018 في روما في إيطاليا.